# Maurice de Hirsch

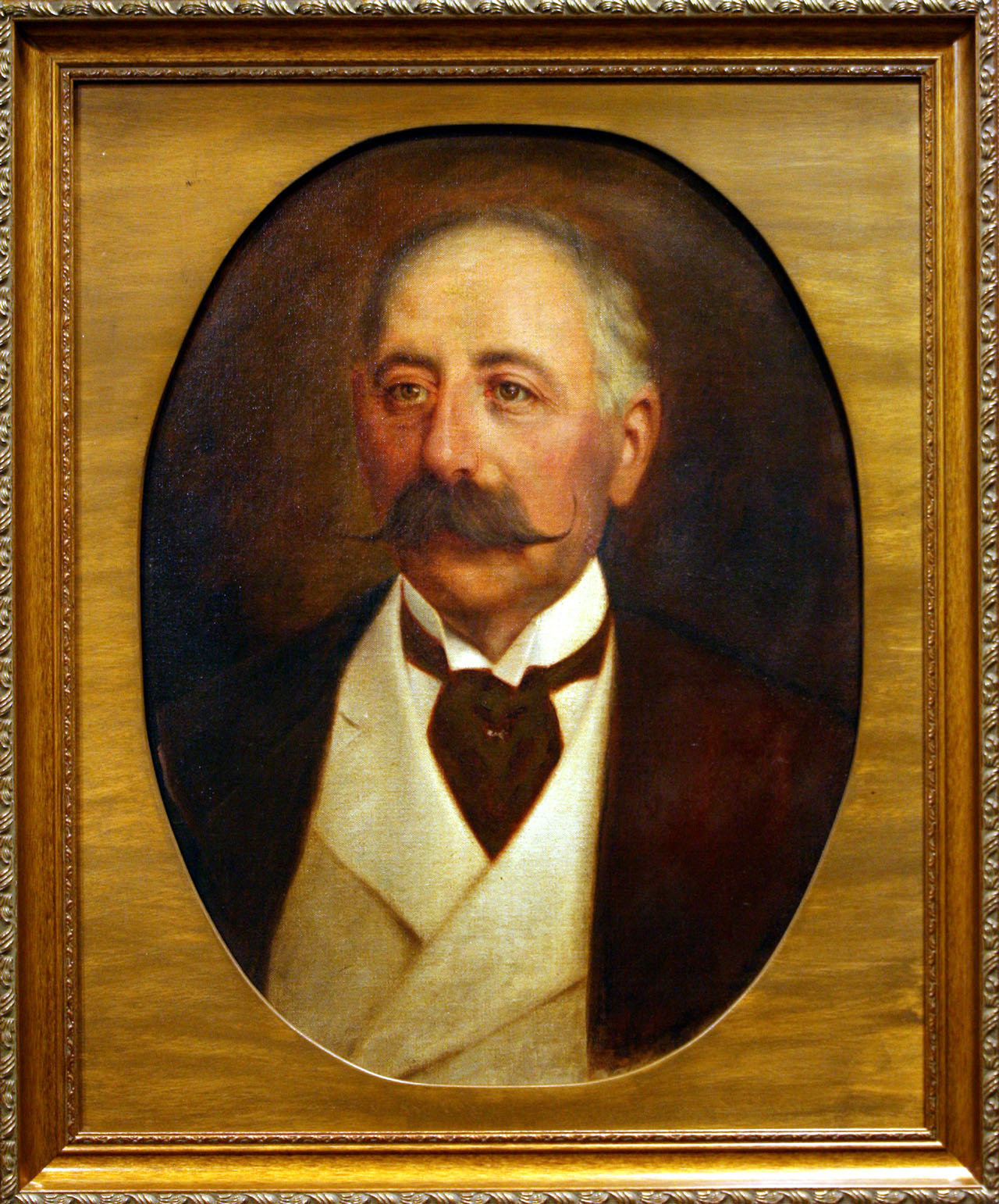
Maurice de Hirsch.

Maurice de Hirsch (eller Moritz von Hirsch), född den 9 december 1831 i München, död den 21 april 1896 på sitt gods Ogyalla i Ungern, var en tysk-judisk baron, finansman och filantrop.
von Hirsch förtjänade en kolossal förmögenhet på järnvägsanläggningar i Turkiet och andra gynnsamma finansiella spekulationer samt använde stora summor till välgörande ändamål och särskilt till fromma för sina trosförvanter i Ryssland, Galizien, Rumänien, Ungern och Orienten. Bland annat inköpte han ett stort område i Argentina och inrättade åkerbrukskolonier för de ur Ryssland utvisade judarna. Hans änka, Clara de Hirsch (född Bischoffsheim 1833 i Antwerpen, död 1899 i Paris), testamenterade 4/5 av sin förmögenhet till judiska bildnings- och välgörenhetsanstalter. Hon var dotter till Jonathan-Raphaël Bischoffsheim.